# 배음 창법
배음 창법(倍音唱法, 영어: overtone singing)은 노래 부르는 사람이 후두, 인두 등 성도(vocal tract)에서 만들어지는 공명을 조절해 노래 기본음의 배음을 만들어내는 창법이다. 화음 창법(和音唱法, 영어: harmonic singing)으로도 부르며, 특히 투바·몽골식 목노래의 배음 창법은 목노래 창법 또는 후음 창법(喉音唱法, 영어: throat singing)으로도 부른다.

## 같이 보기
- 목노래